# Josip Mohorović
Josip Mohorović (Albona, 22 marzo 1948) è un ex calciatore e allenatore di calcio croato.

## Carriera
Ha militato nel Rijeka, club jugoslavo. Con i fiumani ottenne come miglior piazzamento in massima serie il quinto posto nella stagione 1976-1977.
Nel 1978 gioca anche nei Paesi Bassi, nella massima serie del campionato, nel NAC Breda. Nelle tre stagioni di militanza con i gialloneri ottiene come miglior piazzamento l'ottavo posto finale nel campionato 1976-1977.
Tra il 1979 ed il 1981 gioca con gli svizzeri del Chiasso, nella Lega nazionale A. Nella sua prima stagione ottiene l'ottavo posto finale, mentre in quella seguente il tredicesimo.
L'anno successivo si trasferisce nel Mendrisio Star, poi divenuto Mendrisio, e vi rimane sino alla fine della stagione 1983-1984 in qualità di giocatore ed allenatore.
Nel 1984 accetta l'offerta di allenare il Bellinzona sempre in LNB, venendo però in seguito esonerato.
Più avanti Mohorović allenerà alcune squadre minori del Cantone, facendo ritorno, ma solo per un breve periodo, anche nel FC Mendrisio.
In seguito diviene aiuto-allenatore del Lugano Pro Futsal.

### Statistiche da allenatore
Statistiche aggiornate al 9 febbraio 2014.
| Stagione         | Squadra          | Campionato       | Campionato | Campionato | Campionato | Campionato | Coppe nazionali | Coppe nazionali | Coppe nazionali | Coppe nazionali | Coppe nazionali | Coppe continentali | Coppe continentali | Coppe continentali | Coppe continentali | Coppe continentali | Altre coppe | Altre coppe | Altre coppe | Altre coppe | Altre coppe | Totale | Totale | Totale | Totale | % Vittorie |
| Stagione         | Squadra          | Comp             | G          | V          | N          | P          | Comp            | G               | V               | N               | P               | Comp               | G                  | V                  | N                  | P                  | Comp        | G           | V           | N           | P           | G      | V      | N      | P      | %          |
| ---------------- | ---------------- | ---------------- | ---------- | ---------- | ---------- | ---------- | --------------- | --------------- | --------------- | --------------- | --------------- | ------------------ | ------------------ | ------------------ | ------------------ | ------------------ | ----------- | ----------- | ----------- | ----------- | ----------- | ------ | ------ | ------ | ------ | ---------- |
| 1981-1982        | Mendrisio        | LNB              | 30         | 14         | 6          | 10         | -               | -               | -               | -               | -               | -                  | -                  | -                  | -                  | -                  | -           | -           | -           | -           | -           | 30     | 14     | 6      | 10     | 46,66      |
| 1982-1983        | Mendrisio        | LNB              | 30         | 9          | 10         | 11         | -               | -               | -               | -               | -               | -                  | -                  | -                  | -                  | -                  | -           | -           | -           | -           | -           | 30     | 9      | 10     | 11     | 30         |
| 1983-1984        | Mendrisio        | LNB              | 30         | 9          | 12         | 9          | -               | -               | -               | -               | -               | -                  | -                  | -                  | -                  | -                  | -           | -           | -           | -           | -           | 30     | 9      | 12     | 9      | 30         |
| Totale Mendrisio | Totale Mendrisio | Totale Mendrisio | 90         | 32         | 28         | 32         |                 | -               | -               | -               | -               |                    | -                  | -                  | -                  | -                  |             | -           | -           | -           | -           | 90     | 32     | 28     | 32     | 35,55      |
| 1984-1985        | Bellinzona       | LNB              | 12         | 3          | 3          | 6          | -               | -               | -               | -               | -               | -                  | -                  | -                  | -                  | -                  | -           | -           | -           | -           | -           | 12     | 3      | 3      | 6      | 25         |